# 12月31日
12月31日是公曆一年中的第365天（閏年第366天）﹐這天是一年的結束﹐亦稱為跨年。

## 大事记

### 20世紀以前
- 1600年：英格蘭女王伊莉莎白一世頒授皇家特許狀給不列顛東印度公司，賦予該公司貿易壟斷權。
- 1703年：日本關東地方發生規模8.2的強烈地震，造成超過10,000人死亡。
- 1775年：魁北克戰役：大陸軍部隊試圖圍攻魁北克市並爭取法裔加拿大人支持，但反遭英國軍隊擊退。
- 1857年：英國女王維多利亞選擇小型伐木城鎮渥太華為殖民地加拿大省的省會。

### 20世紀
- 1909年：連接曼哈頓下城與布魯克林下城的曼哈頓大橋正式通車，被認為是現代吊橋的先驅。
- 1932年： 蘇聯第一個五年計劃完成。
- 1936年：张学良被中华民国高等军事法院判处有期徒刑10年，褫夺公民权5年。
- 1939年：奧地利維也納愛樂樂團在金色大廳舉行首場維也納新年音樂會，由克萊門斯·克勞斯擔任指揮。
- 1944年：第二次世界大戰：匈牙利正式向納粹德国宣戰。
- 1947年：羅馬尼亞王國滅亡，羅馬尼亞人民共和國成立。
- 1958年：前印度總督蒙巴頓出任英国國防參謀總長。
- 1959年：中央芭蕾舞团于北京成立。
- 1963年：中非联邦正式解体，其后逐步形成现在的津巴布韦、赞比亚和马拉维三国。
- 1965年：博卡薩發動政變推翻中非共和國總統大衛·達科。
- 1972年：波多黎各棒球选手罗伯托·克莱门特在前往尼加拉瓜赈灾并帮助受害者途中因发生空难而不幸身亡。
- 1977年：马来西亚副首相马哈迪·莫哈末卸下教育部长职务。
- 1981年：马来西亚首相马哈迪·莫哈末宣布把马来亚半岛时间调快30分钟使之与东马时间相同，新加坡政府也隨之更改，一直沿用至今。
- 1982年：加納發生軍事政變。
- 1984年：印度總理拉吉夫·甘地宣誓就任。
- 1985年：台北世界貿易中心落成並啟用，中華民國資訊月成為第一個進駐該建築的展覽。
- 1988年：吳鳳銅像破壞事件，鄒族青年為了抗議學校課程中所教的吳鳳神話貶抑原住民而破壞了嘉義市中心的吳鳳銅像。
- 1996年：联合国第六任秘书长布特罗斯·布特罗斯-加利卸任。
- 1996年：愛滋病新療法雞尾酒療法發明。
- 1998年：欧元区冻结原本欧洲各个货币的市场汇率机制并且以先前汇率为基础正式引入欧元的使用。
- 1999年：美國將巴拿马运河區土地及主權交還巴拿马。
- 1999年：鮑利斯·葉爾欽宣布辭去俄羅斯總統，總理受命成為代理總統。
- 1999年：香港市政局及區域市政局的組織和任期到了最後一日，由2000年開始正式解散。

### 21世紀
- 2004年：臺灣臺北市信義區的台北101大樓正式啟用，為當時世界上最高的摩天大樓。
- 2006年：2006年跨年曼谷連環爆炸案發生。
- 2007年：無綫電視高清翡翠台於開播，由高清數碼電視廣播替代，全分途廣播。
- 2008年：印尼蘇門答臘島外海發生5.9級地震，震央在蘇門答臘西南136公里處的班古魯，震源深度10公里。
- 2009年：華特迪士尼公司以42.4億美元現金加股票的價格，收購漫威娛樂。
- 2010年：美國庫比蒂諾市長黃少雄訂本世紀第一個十年最後的一天，即2010年12月31日為周杰倫日。
- 2014年：上海外灘除夕夜倒數發生人踩人事故。
- 2015年：東協共同體正式成立。
- 2018年：美國總統唐納·川普正式簽署2018年亞洲再保證倡議法。
- 2018年：臺灣省政府走入歷史，行政組織及業務移交中華民國國家發展委員會接續辦理。
- 2018年：福建省政府走入歷史，行政組織及業務移交行政院金馬聯合服務中心接續辦理。
- 2018年：臺灣省諮議會走入歷史，行政組織及業務移交國家發展委員會檔案管理局接續辦理。
- 2018年：中華民國全面關閉3G網絡服務。
- 2021年：馬來西亞全面關閉3G網絡服務。

## 出生
- 225年：羅馬的聖老楞佐，羅馬教會中最著名的聖人之一（258年逝世）
- 1378年：教宗加理多三世，羅馬主教（1458年逝世）
- 1491年：雅克·卡蒂埃，法國探險家、航海家（1557年逝世）
- 1514年：安德雷亞斯·維萨里，比利時解剖學家、醫生，近代人體解剖學創始人（1564年逝世）
- 1571年：後陽成天皇，日本第107代天皇（1617年逝世）
- 1638年：陈廷敬，清朝名臣，《康熙字典》主编（1712年逝世）
- 1668年：赫爾曼·布爾哈夫，荷蘭植物學家、人文主義者、醫生（1738年逝世）
- 1738年：查爾斯·康沃利斯，英國軍人、殖民地官員、政治家，第一代康沃利斯侯爵（1805年逝世）
- 1741年：帕爾馬的伊莎貝拉，帕爾馬郡主（1763年逝世）
- 1814年：朱爾·西蒙，法國政治人物、哲學家，前任法國總理（1896年逝世）
- 1815年：喬治·米德，美國陸軍少將（1872年逝世）
- 1830年：伊斯梅爾帕夏，埃及、蘇丹的赫迪夫（1895年逝世）
- 1864年：津田梅子，日本教育家（1929年逝世）
- 1869年：亨利·馬蒂斯，法國野兽派代表畫家（1954年逝世）
- 1880年：喬治·卡特萊特·馬歇爾，美國將領、第50任美國國務卿，1953年諾貝爾和平獎得主（1959年逝世）
- 1898年：烏姆·庫勒蘇姆，埃及女歌手、音樂家和演員（1975年逝世）
- 1899年：西尔维斯特里·雷维尔塔斯，墨西哥作曲家（1940年逝世）
- 1902年：阿爾內·奧蘭德，瑞典化學家（1984年逝世）
- 1905年：海倫·達德森·普林斯，美國天文學家（2002年逝世）
- 1908年：西蒙·維森塔爾，奥地利建築師、納粹獵人（2005年逝世）
- 1915年：鄭周永，韓國現代集團創始人、首任会長。（2001年逝世）
- 1921年：莫里斯·亞梅奧果，布吉納法索政治人物，首任布基納法索總統（1993年逝世）
- 1927年：喬治·H·米利，美國數學家、計算機科學家（2010年逝世）
- 1930年：歐蒂塔，美國非裔音樂家、演員、吉他手、作詞家、人權活動家，被譽為「美國民權之聲」（2008年逝世）
- 1930年：葉惠康，香港作曲家、指揮家、音樂教育家，被譽為香港的「兒童合唱團之父」（2024年逝世）
- 1935年：薩勒曼·本·阿卜杜勒-阿齊茲·阿勒沙特，沙特阿拉伯第七任國王
- 1937年：米盧廷·紹什基奇，塞爾維亞男子足球運動員（2022年逝世）
- 1937年：日枝久，日本企業家
- 1937年：，美國男電影演員
- 1937年：阿夫拉姆·赫什科，以色列生物學家，2004年諾貝爾化學獎得主
- 1941年：黃俊英，台灣政治人物，曾代表國民黨兩度角逐高雄市長均失利（2014年逝世）
- 1941年：，蘇格蘭職業足球教練
- 1943年：約翰·丹佛，美國乡村音乐作曲家（1997年逝世）
- 1943年：班·金斯利，英國演員
- 1945年：林玄植，韓國演員
- 1945年：倫納德·阿德曼，美國計算機科學家
- 1947年：蒂姆·馬特森，美國演員、導演和電影監製
- 1948年：唐娜·桑默，美國流行樂歌手，五度獲《葛萊美獎》，有「迪斯可女皇」之稱（2012年逝世）
- 1954年：亞历克斯·萨爾蒙德，蘇格蘭政治人物，前任蘇格蘭首席部長（2024年逝世）
- 1955年：吳冠英，中國藝術家（2022年逝世）
- 1955年：普拉·尼古拉·普拉，美屬薩摩亞政治人物
- 1956年：雷碧娜，香港女配音員
- 1959年：方·基默，美國男演員（2025年逝世）
- 1960年：史蒂夫·布鲁斯，退役英格蘭足球運動員
- 1961年：利智，香港女演員
- 1962年：泰隆·科賓，美國職籃猶他爵士隊總教練
- 1962年：兰斯·雷迪克，美國舞台、電影、電視演員
- 1962年：傑夫·佛雷克，美國政治人物
- 1963年：大島由加利，日本動作女演員
- 1964年：李耀敬，香港男演員
- 1964年：鳥取三津子，日本企業經營者
- 1965年：鞏俐，新加坡籍中國女演員
- 1965年：東尼·杜利高，退役英格蘭足球員
- 1965年：尼可拉斯·史派克，美國小說家、電影編劇
- 1966年：徐譽庭，台灣編劇家
- 1967年：江口洋介，日本演員、歌手
- 1967年：何珮珊，香港公務員，香港海關首位女關長
- 1969年：大黑摩季，日本創作歌手
- 1969年：杜马·博科，博茨瓦纳总统、国会反对党领袖
- 1970年：佐治·艾拔圖·達·哥斯達·施華，巴西職業足球運動員
- 1971年：鄭石勇，韓國男演員
- 1971年：布倫特·巴里，美國前職籃運動員
- 1972年：徐瑩，中國圍棋职業棋手
- 1973年：山頓·安德森，美國前職籃運動員
- 1977年：PSY，韓國嘻哈歌手與詞曲作者
- 1977年：小唐納·川普，美國商人
- 1978年：徐有晶，韓國女演員
- 1979年：謝盈萱，台灣女演員
- 1979年：喬希·霍利，美國律師、政治家
- 1980年：吳怡農，台灣政治人物
- 1981年：郭彥均，台灣男歌手
- 1981年：郭彥甫，台灣男歌手
- 1981年：弗朗西斯科·加西亞，多米尼加职業籃球運動員
- 1982年：奇治·哥頓，蘇格蘭足球運動員
- 1983年：市井紗耶香，日本女歌手、政治人物
- 1983年：杰奎琳·卡瓦略，巴西女子排球運動員
- 1984年：李家佳，臺灣女藝人
- 1984年：水原一平，日本口譯員
- 1985年：菁瑋，香港女演員
- 1986年：茅子俊，中國男演員
- 1989年：福原綾香，日本女性聲優
- 1989年：陳智瑋，台灣男企業家
- 1990年：陈伟群，華裔加拿大男子花式溜冰選手
- 1990年：趙菁，中國女子游泳運動員
- 1991年：金聖喆，韓國男演員
- 1993年：羽田千尋，日本女性聲優
- 1993年：梁茵，香港女藝人
- 1993年：梁式昕，香港女演員
- 1993年：蘇珠妍，韓國女演員
- 1994年：李鍾元，韓國演員、模特兒
- 1995年：凌正輝，中國男演員
- 1995年：河瀨茉希，日本女性聲優
- 1995年：安齋由香里，日本女性聲優
- 1995年：加布丽埃勒·道格拉斯，美國女子競技體操運動員
- 1996年：亞歷山大·博利舒諾夫，俄羅斯男子越野滑雪運動員
- 1997年：許維芳，台灣女歌手
- 1998年：吳俊偉，臺灣職業棒球運動員
- 1999年：葵梓，日本女性聲優
- 2001年：本多燈，日本男子游泳運動員
- 2001年：澤維爾·姆布揚巴，荷蘭職業足球運動員
- 2001年：斯卡莉特·繆·詹森，英國女子跳水運動員
- 2005年：拉克希米·塔特瑪，印度坐骨連體嬰
- 生年不詳：杉山里穗，日本女性聲優

## 逝世
- 335年：教宗西尔维斯特一世，羅馬主教（285年出生）
- 1194年：利奧波德五世，巴奔堡王朝奧地利公爵及施蒂里亞公爵（1157年出生）
- 1650年：多爾袞，清朝攝政王（1612年出生）
- 1775年：理查德·蒙哥马利，愛爾蘭裔美國独立戰争大陸軍少將（1738年出生）
- 1864年：喬治·M·達拉斯，美國政治人物，第11任美國副總統（1792年出生）
- 1877年：古斯塔夫·库尔贝，法国著名画家，现实主义画派的创始人（1819年出生）
- 1936年：米格爾·德·烏納穆諾，西班牙作家、哲學家（1864年出生）
- 1963年：法蘭西斯科·若瑟·滕雷洛，聖多美普林西比詩人、小說家、地理學家（1921年出生）
- 1989年：格哈特·施羅德，德國法學家和政治家（1910年出生）
- 2010年：史鐵生，中國當代作家、電影編劇（1951年出生）
- 2011年：關士光，香港恆生指數創辦人（1925年出生）
- 2012年：楊登魁，臺灣企業家，八大電視創辦人（1939年出生）
- 2021年：貝蒂·懷特，美國女演員（1922年出生）
- 2022年：教宗本篤十六世，榮休羅馬主教（1927年出生）
- 2022年：于德泉，中國藥物化學家（1932年出生）
- 2022年：江龍，中國物理化學家（1933年出生）
- 2022年：王佛松，中國高分子化學家（1933年出生）
- 2022年：拉蘇榮，中國一級演員（1947年出生）
- 2023年：艾迪·伯尼斯·強森，美國政治人物，曾任德克薩斯州眾議院議員（1935年出生）
- 2024年：阿諾爾德·呂特爾，愛沙尼亞政治人物，第3任愛沙尼亞總統（1928年出生）
- 2024年：安日洛·阿馬托，義大利籍執事級樞機（1938年出生）

## 节假日和习俗
- 跨年日
- 西历除夕
- 煙火匯演
- 苏格兰：霍格莫內
- ：國際團結日（英语：International Solidarity Day of Azerbaijanis）